# NGC 6718
NGC 6718 (другие обозначения — PGC 62688, ESO 104-29, FAIR 502, IRAS18566-6611) — спиральная галактика с перемычкой (SBb) в созвездии Павлин.
Этот объект входит в число перечисленных в оригинальной редакции «Нового общего каталога».